# Alice Greczyn
Alice Hannah Mei Qui Greczyn (* 6. Februar 1986 in Walnut Creek, Kalifornien) ist eine US-amerikanische Schauspielerin und Fotomodell.

## Leben und Wirken
Alice Greczyn wurde in Walnut Creek geboren und wuchs unter anderem in Longmont in Colorado auf, wobei ihre Familie häufig im Mittleren Westen im Bereich der Rocky Mountains umzog. Sie ist das älteste der fünf Kinder von Theodore J. Greczyn und Wilma L. Greczyn, geborene Kroll. Das Paar ist seit 1984 verheiratet. Theodore J. Greczyn arbeitete für Handyman Connection, eine auf die Modernisierung von Häusern spezialisierte Firma. Die Familie lebte in relativ ärmlichen Verhältnissen. Sie hat sowohl asiatische als auch europäische Ursprünge. Alice Greczyn besuchte keine Highschool, sondern wurde zu Hause unterrichtet. Nach Bestehen des General Educational Development Tests begann sie mit 15 Jahren, das Front Range Community College zu besuchen. Sie absolvierte eine 1,5 Jahre dauernde Ausbildung zur Krankenschwester und wechselte dann zur Rettungsassistenz.
Einen Abschluss als Krankenschwester zu erwerben, war jedoch erst mit 18 Jahren möglich. Stattdessen wandte sie sich an die Arbeitsagentur Workforce Boulder County, um ein Model-Training zu erhalten. Zunächst hatte sie einige Fotoshootings in Denver. Dann wurde sie von einem Talentscout angesprochen und ging für einen Pilotdreh nach Los Angeles. Daraufhin wurde sie für einen Werbespot gebucht und im Anschluss für erste Filmauftritte. Sie nahm nach ihrer Ankunft in Los Angeles außerdem über ein Jahr Schauspielunterricht.
Ihre erste kleinere Filmrolle hatte Greczyn 2004 als Linda in der Komödie Plötzlich verliebt. Im gleichen Jahr übernahm sie Gastrollen in den Sitcoms Phil aus der Zukunft und Quintuplets. Außerdem spielte sie Becky in der Cartoon-Verfilmung Fat Albert. Nach dieser Rolle beschloss sie, im Filmgeschäft zu bleiben. Seitdem hatte sie regelmäßig Auftritte in Film und Fernsehen. Zu ihren umfangreicheren Spielfilmrollen gehörte die der Holly in dem Horrorfilm Shrooms – Im Rausch des Todes sowie die des amischen Mädchens Mary in Sean Anders’ Komödie Spritztour. Bekannt wurde Greczyn vor allem durch ihre Auftritte in Fernsehserien. Sie spielte eine zentrale Rolle in Windfall, einer 2006 von NBC ausgestrahlten Serie über eine Stadt, die im Lotto gewinnt. Damit gelang ihr nach zwei Jahren im Filmgeschäft ein erster Durchbruch als Schauspielerin. Windfall wurde allerdings nach 13 Folgen wieder eingestellt. Von 2007 bis 2009 spielte Greczyn die Nebenrolle der Sage Maria Lund in Lincoln Heights auf ABC Family. Von 2011 bis 2013 gehörte sie zur Hauptbesetzung der Serie The Lying Game, wo sie die Figur Mads spielte. 2015 übernahm sie die in 11 Folgen wiederkehrende Rolle der Emma Randall in der Seifenoper Schatten der Leidenschaft.
Greczyns Model-Karriere begann als Haarmodel. 2008 erschienen Fotos von ihr im Männermagazin Maxim. Bei einer Strandparty in Malibu wurde sie von Victoria Beckham entdeckt und zu einem Fotoshooting nach New York gebracht. Dort stand sie Modell für Beckhams Frühjahrs-/Sommerkollektion 2011 im Bereich Jeans und Brillen. Die neue Jeanslinie Alice wurde nach ihr benannt.
Greczyn lebt in Hollywood, Kalifornien.

## Filmografie (Auswahl)
- 2004: Plötzlich verliebt (Sleepover)
- 2004: Phil aus der Zukunft (Phil of the Future) (Fernsehserie, 1 Folge)
- 2004: Fat Albert
- 2004–2005: Quintuplets (Fernsehserie, 6 Folgen)
- 2005: Ein Duke kommt selten allein (The Dukes of Hazzard)
- 2006: Windfall (Fernsehserie, 13 Folgen)
- 2007: Shrooms – Im Rausch des Todes (Shrooms)
- 2007: CSI: Miami (Fernsehserie, 1 Folge)
- 2007: Investigating Love
- 2007: House of Fears
- 2007: Moonlight (Fernsehserie, 1 Folge)
- 2007–2009: Lincoln Heights (Fernsehserie, 23 Folgen)
- 2008: An American in China
- 2008: Exit Speed
- 2008: Spritztour (Sex Drive)
- 2008–2009: Privileged (Fernsehserie, 8 Folgen)
- 2011: Make It or Break It (Fernsehserie, 3 Folgen)
- 2011–2013: The Lying Game (Fernsehserie, 30 Folgen)
- 2015: Schatten der Leidenschaft (Fernsehserie, 11 Folgen)
- 2017: Major Crimes (Fernsehserie, 2 Folgen)